# Kalle M. Saksela
Kalle M. Saksela (* 10. September 1962 in Philadelphia, Pennsylvania) ist ein finnischer Mediziner und Virologe. Seit 2005 ist er Professor für Virologie an der Universität Helsinki und Chefarzt am dortigen Universitätskrankenhaus.

## Biografie
Saksela studierte Medizin an der Universität Helsinki und promovierte dort 1989 bei Kari Alitalo. 1991 ging er als Postdoc zu David Baltimore an das Whitehead Institute for Biomedical Research in Cambridge (Massachusetts) und wechselte mit ihm noch im gleichen Jahr an die Rockefeller University in New York. 1994 wurde er an dieser Assistenzprofessor und nahm 1996 eine Professur für Molekularmedizin an der Universität Tampere in Finnland an, wobei er jedoch parallel noch bis 2000 auch Professor an der Rockefeller University blieb. 2005 wechselte er schließlich von Tampere nach Helsinki, wo er seitdem das Virologielabor leitet.
Saksela wurde 2002 mit dem Anders-Jahre-Medizinpreis für Nachwuchswissenschaftler (Anders Jahres medisinske pris  for yngre forskere) der Universität Oslo ausgezeichnet und 2003 in die Finnische Akademie der Wissenschaften aufgenommen.
Im Frühjahr 2020 entwickelte Saksela mit Kollegen einen patentfreien Covid-19-Impfstoff basierend auf einem Adenovirus. Nach erfolgreichen Tierversuchen, konnte jedoch keine Finanzierung für klinische Studien der Phase III gefunden werden. Gemeinsam  mit Forschern der Universität Ostfinnland gründete er dann die Firma Rokote Laboratories, um ein Nasenspray zu entwickeln mit dem der Covid-19-Impfstoff verabreicht werden kann.